# Panorpa rantaisanensis
Panorpa rantaisanensis är en näbbsländeart som beskrevs av Syuti Issiki 1929. Panorpa rantaisanensis ingår i släktet Panorpa och familjen skorpionsländor. Inga underarter finns listade i Catalogue of Life.